# Chronologie de la guerre de Gaza (2024)
Le 7 octobre 2023, le Hamas lance un assaut soutenu et multiforme sans précédent contre Israël depuis la bande de Gaza.
Cette chronologie de la guerre de Gaza depuis 2023 n'est pas exhaustive, car certains événements peuvent n'être connus ou compris que rétrospectivement. Les événements sur le terrain dont l'heure précise est connue sont indiqués à l'heure d'été d'Israël (UTC+3).

## Bilans
1 139 Israéliens et ressortissants étrangers, dont 764 civils, ont été tués et 248 personnes ont été prises en otage lors de l'attaque initiale contre Israël depuis la bande de Gaza.
Depuis lors, au 11 juin 2024, plus de 37 164 Palestiniens, dont 12 300 enfants ont été tués dans la bande de Gaza et 84 832 blessés, selon le ministère de la Santé de Gaza et selon les chiffres du Hamas.
Au 3 mai 2024, 128 personnes enlevées le 7 octobre 2023 par le Hamas sont toujours considérées comme otages dont 35 sont considérées mortes.
Au 29 mai 2024, Israël compte 292 soldats tués lors de cette guerre.

## Janvier 2024

### 1erjanvier 2024
- Le ministère de la Santé de Gaza annonce qu'au moins 156 Palestiniens ont été tués dans des attaques israéliennes au cours des dernières 24 heures, ce qui porte le nombre de morts à 21 978[1].
- Les FDI annoncent le retrait partiel des troupes à Gaza et le passage à des opérations plus ciblées contre le Hamas[2].
- L'ancien ministre palestinien et prédicateur de la mosquée Al-Asqa, Yousuf Salama, est tué et certains membres de sa famille sont blessés par une frappe aérienne israélienne dans le camp de réfugiés de Maghazi[3].
- Quinze Palestiniens sont tués dans la soirée par une frappe aérienne israélienne sur un immeuble résidentiel à Deir el-Balah[4].

### 2 janvier 2024
- Une frappe aérienne israélienne sur le siège de la Société palestinienne du Croissant-Rouge à Khan Younès tue et blesse plusieurs personnes[5].
- Frappe aérienne du 2 janvier 2024 au Liban, entraînant la mort de Saleh al-Arouri, chef adjoint du bureau politique du Hamas[6].

### 3 janvier 2024
- Israël annonce la mort d'un soldat à Gaza, ce qui porte à 175 le nombre de morts parmi les FDI[7].
- Le ministère de la Santé de Gaza annonce qu'au moins 128 Palestiniens ont été tués par des attaques israéliennes au cours des dernières 24 heures, ce qui porte le nombre de morts à 22 313[8].
- Une fonctionnaire de l'ONU condamne l'attaque israélienne sur Khan Younès qui a tué cinq personnes, dont un nouveau-né, qui s'étaient réfugiées à l'hôpital El Amal City géré par le Croissant-Rouge palestinien[9].

### 4 janvier 2024
- Au moins quatorze personnes ont été tuées par une frappe aérienne israélienne à l'ouest de Khan Younès[10] et au moins cinq Palestiniens ont été tués dans la soirée par une frappe aérienne israélienne dans le camp de réfugiés de Nuseirat[10].

### 5 janvier 2024
- La compagnie Maersk annonce de nouveau qu'elle évitera d'envoyer des navires dans la mer Rouge et le golfe d'Aden « dans un avenir prévisible » en raison des attaques des Houthis contre ses navires[11].

### 6 janvier 2024
- 22 personnes ont été tuées lors d'une frappe aérienne israélienne sur une maison à Khan Younès aux premières heures de la matinée[12].
- Tsahal affirme avoir « achevé le démantèlement » de la structure militaire du Hamas dans le nord de Gaza[13].

### 7 janvier 2024
- « Selon la correspondante de France 24 à Jérusalem, Claire Duhamel, la situation dans la bande de Gaza "est de plus en plus catastrophique pour les civils", alors que les combats gagnent en intensité "notamment dans le centre et le sud" de l'enclave palestinienne. »[14].

### 8 janvier 2024
- Le ministère de la Santé de Gaza signale qu'au moins 249 Palestiniens ont été tués dans des attaques israéliennes au cours des dernières 24 heures, ce qui porte le nombre de morts à 23 084[15].
- Trois Palestiniens sont tués par les forces israéliennes lors d'un raid à Tulkarem[15].
- Wissam al-Tawil, commandant supérieur de la force Radwan du Hezbollah, est tué à Majdel Selm, au Liban, par une frappe aérienne israélienne lors d'affrontements frontaliers[16].

### 9 janvier 2024
- Israël annonce que neuf de ses soldats ont été tués lors de combats à Gaza, ce qui porte à 187 le nombre de morts parmi les FDI[17].
- Le ministère de la Santé de Gaza indique que 126 Palestiniens ont été tués dans des attaques israéliennes au cours des dernières 24 heures, ce qui porte le nombre de morts à 23 210[18].
- Les navires de guerre américains et britanniques abattent 21 drones et missiles au-dessus de la mer Rouge au cours de ce qui est présenté comme la plus grande attaque des Houthis dans la région[19].
- L'ambassadeur saoudien au Royaume-Uni, Khalid bin Bandar Al Saud, déclare dans une interview à la BBC que l'Arabie saoudite est intéressée par une normalisation avec Israël après la fin de la guerre, mais il ajoute que tout accord doit conduire à la création d'un État palestinien[20].

### 10 janvier 2024
- Le ministère de la Santé de Gaza indique que 147 Palestiniens ont été tués dans des attaques israéliennes au cours des dernières 24 heures, portant le nombre de morts à 23 357[21].
- Un bombardement israélien près de l'hôpital des martyrs d'Al-Aqsa aurait tué ou blessé au moins 40 personnes[22].
- Les FDI prennent le contrôle du village de Khirbat Ikhza'a après des semaines de combats[23].

### 11 janvier 2024
- Le ministère de la Santé de Gaza indique que 112 Palestiniens ont été tués par des attaques israéliennes au cours des dernières 24 heures, ce qui porte le nombre de morts à 23 469[24].
- Neuf Palestiniens sont tués et d'autres blessés lors d'une frappe aérienne israélienne dans la soirée sur une maison du quartier de Shawka à Rafah[24].
- L'Afrique du Sud saisit la Cour internationale de justice, accusant Israël de génocide à Gaza[25].
- Deux Navy SEALs américains sont portés disparus à la suite d'un accident alors qu'ils recherchaient des armes iraniennes de contrebande pour le mouvement Houthi au Yémen[26].

### 12 janvier 2024
- Les États-Unis et le Royaume-Uni lancent des frappes aériennes contre les Houthis au Yémen qui menacent depuis des semaines le trafic maritime international en mer Rouge en « solidarité » avec les Palestiniens de Gaza[27].

### 14 janvier 2024
- Au 100e jour du conflit entre Israël et le Hamas, Tsahal bombarde la bande de Gaza[28].

### 15 janvier 2024
- Le Hamas diffuse une vidéo de trois otages israéliens en vie[29].
- Des colons israéliens armés attaquent le village palestinien de Burin, au sud de Naplouse, après minuit[30].

### 16 janvier 2024
- L'Iran affirme avoir lancé des frappes de missiles contre une base du Mossad à Erbil, dans la région du Kurdistan irakien, tuant quatre personnes et en blessant six[31].
- Israël annonce qu'un soldat de la 55e brigade de parachutistes a été tué lors de combats à Gaza la veille[32]. Un autre soldat est également décédé des suites de blessures subies en décembre, ce qui porte à 190 le nombre de morts parmi les FDI à Gaza[33].
- Le ministère de la Santé de Gaza indique qu'au moins 158 Palestiniens ont été tués dans des attaques israéliennes au cours des dernières 24 heures. Des corps ont également été retrouvés dans des décombres dans le nord de la bande de Gaza, ce qui porte le nombre de morts à 24 285[34].
- Le Bureau de la coordination des affaires humanitaires des Nations unies (OCHA) indique que 378 000 personnes à Gaza sont en « phase 5 » ou en situation de famine catastrophique et que 939 000 autres sont en « phase 4 » ou en situation de famine urgente[34].

### 17 janvier 2024
- Au moins 23 Palestiniens sont tués dans des frappes aériennes tôt le matin à Rafah et Khan Younès[35]
- Un bulldozer israélien prend pour cible par des Palestiniens avec un engin explosif à Tulkaerm après que des bulldozers israéliens aient détruit des rues et des infrastructures dans la ville[35].
- Le ministère de la Santé de Gaza indique que 168 Palestiniens ont été tués dans des attaques israéliennes au cours des dernières 24 heures, portant le nombre de morts à 24 448[35].
- Quatre Palestiniens sont tués dans une attaque de drone israélien à Tulkarem. Une autre attaque de drone israélien tue trois Palestiniens à Naplouse[35].
- Un drone israélien frappe une voiture dans le camp de réfugiés de Balata, tuant un Palestinien. Le Croissant-Rouge palestinien déclare que les forces israéliennes ont tiré sur des ambulances qui tentaient d'atteindre le véhicule en feu[36].
- Les États-Unis redésignent le mouvement Houthi comme « terroriste mondial spécialement désigné » à la suite de ses attaques contre la navigation en mer Rouge[37].
- L'armée jordanienne déclare que son hôpital militaire de campagne à Khan Younès a été gravement endommagé par des tirs d'artillerie israéliens à proximité[37].

### 18 janvier 2024
- Aux premières heures de la matinée, seize Palestiniens sont tués par des tirs d'obus israéliens à Rafah.
- Le ministère de la Santé de Gaza indique que 172 Palestiniens ont été tués dans des attaques israéliennes au cours des dernières 24 heures, ce qui porte le nombre de morts à 24 620.
- Les États-Unis lancent une nouvelle frappe aérienne sur le territoire des Houthis au Yémen et affirment avoir détruit quatorze missiles.

### 19 janvier 2024
- Josep Borrell, chef de la diplomatie européenne, accuse Israël d’avoir « créé » et « financé » le mouvement islamiste palestinien Hamas pour empêcher une solution à deux États[38].

### 20 janvier 2024
- Des frappes aériennes israéliennes présumées à Damas tuent au moins dix personnes, dont le chef des renseignements du CGRI en Syrie, son adjoint et deux autres officiers du CGRI.
- Le ministère de la Santé de Gaza signale que 165 Palestiniens ont été tués dans des attaques israéliennes au cours des dernières 24 heures, ce qui porte le nombre de morts à 24 927.

### 21 janvier 2024
- Le ministère de la Santé de Gaza signale que 178 Palestiniens ont été tués dans des attaques israéliennes au cours des dernières 24 heures, ce qui porte le nombre de morts à 25 105.
- Israël annonce qu'un soldat de la brigade Kiryati a été tué dans les combats à Gaza, ce qui porte à 195 le nombre de morts parmi les forces de défense israéliennes.
- Les agences de renseignement américaines estiment que les forces israéliennes ont tué 20 à 30 % de l'ensemble des combattants du Hamas tout au long de la guerre.

### 22 janvier 2024
- Mort de 24 soldats israéliens, dont 21 réservistes ce qui porte le bilan à 200 soldats israéliens tués depuis le début du conflit[39],[40].

### 26 janvier 2024
- Dans le cadre de la crise de la mer Rouge, le pétrolier Marlin Luanda est touché par un missile antinavire tiré par les Houthis[41].

### 30 janvier 2024
- Le ministère de la Santé de Gaza signale que 114 Palestiniens ont été tués dans des attaques israéliennes au cours des dernières 24 heures, ce qui porte le nombre de morts à 26 751, dont au moins 11 000 enfants[42].
- Les forces israéliennes déguisées en femmes civiles et en médecins prennent d'assaut l'hôpital Ibn Sina à Jénine, exécutant trois Palestiniens dans leur sommeil[43]. Une opération du même genre avait déjà eu lieu à l'hôpital Al-Ahli d'Hébron le 12 novembre 2015, pendant l'intifada des couteaux[44].
- La mosquée Al-Farouq dans le camp de réfugiés de Khan Younès est bombardée par les forces israéliennes[45].
- Des avions de guerre israéliens prennent pour cible une maison dans le quartier de Sabra à Gaza, tuant au moins 20 civils et en blessant plusieurs autres[45]
- Le Hezbollah Kata'ib déclare qu'il suspend toutes les opérations militaires contre les États-Unis et qu'il « continuerait à défendre notre peuple à Gaza par d'autres moyens »[46].

### 31 janvier 2024
- Israël annonce que trois soldats ont été tués à Gaza la veille, ce qui porte à 223 le nombre de morts parmi les FDI[47].
- Le ministère de la Santé de Gaza signale que 150 Palestiniens ont été tués dans des attaques israéliennes au cours des dernières 24 heures, ce qui porte le nombre de morts à 26 900[48].
- Des responsables palestiniens accusent Israël d'avoir commis d'autres exécutions sommaires après la découverte d'un charnier contenant les corps de 30 personnes tuées par balles alors qu'elles avaient les yeux bandés et les mains liées[48].
- Les FDI déclarent que le poste frontière de Nitzana (en) avec l'Égypte zone militaire est fermé[49].
- Le Mouvement des moudjahidines palestiniens mène deux attaques à la roquette depuis la bande de Gaza, visant la base militaire de Reim et Beer Sheva[49].
- L'IAF frappe des infrastructures militaires syriennes à Deraa[49].
- Le groupe militant Faylaq al Waad al Sadiq déclare qu'il va poursuivre ses attaques contre les États-Unis et les forces israéliennes en Irak après que le Kata'ib Hezbollah a annoncé qu'il suspendait ses opérations militaires contre les forces américaines[49].
- La bande de Gaza est devenue « inhabitable », selon l'ONU[50].

## Février 2024

### 1erfévrier 2024
- Le ministère de la Santé de Gaza signale que 119 Palestiniens ont été tués dans des attaques israéliennes au cours des dernières 24 heures, ce qui porte le nombre de morts à 27 019[51].
- Une douzaine de corps de « victimes de torture » présumées sont découverts dans une école de Beit Lahia[52].
- Israël dit avoir démantelé la brigade du Hamas à Khan Younès[53].
- Le bataillon de Tubas du Hamas et le bataillon de Tubas des Brigades des martyrs d'al Aqsa mènent de multiples attaques contre les forces israéliennes lors d'un raid israélien dans la ville[54].
- Les milices soutenues par l'Iran mènent six attaques transfrontalières du sud du Liban vers le nord d'Israël[54].
- La résistance islamique en Irak revendique une attaque de drone visant le port de Haïfa (en)[54].
- Les Houthis mènent au moins quatre attaques contre des navires et des bâtiments de la marine américaine au cours des dernières 24 heures[54].
- Le Croissant-Rouge palestinien déclare que les forces israéliennes ont pris d'assaut l'hôpital al-Amal pour la troisième fois[55].
- Le président Joe Biden signe un décret visant à punir les colons qui attaquent les Palestiniens en Cisjordanie occupée[55].

### 2 février 2024
- Le ministère de la Santé de Gaza signale que 112 Palestiniens ont été tués dans des attaques israéliennes au cours des dernières 24 heures, ce qui porte le nombre de morts à 27 131[56].

### 3 février 2024
- Le ministère de la Santé de Gaza indique que 107 Palestiniens ont été tués dans des attaques israéliennes au cours des dernières 24 heures, ce qui porte le nombre de morts à 27 238[57].

### 4 février 2024
- Israël annonce qu'un réserviste de la brigade Harel a été tué lors de combats dans le sud de Gaza, ce qui porte à 225 le nombre de morts parmi les FDI[58].
- Le ministère de la Santé de Gaza indique que 127 Palestiniens ont été tués dans des attaques israéliennes au cours des dernières 24 heures, ce qui porte le nombre de morts à 27 365[59].
- Deux enfants sont tués lors d'une frappe aérienne israélienne sur une crèche à Rafa[58],[59].
- Sept membres des Forces démocratiques syriennes sont tués lors d'une attaque contre le champ pétrolifère d'Al-Omar, revendiquée par la Résistance islamique en Irak[60].
- Les milices soutenues par l'Iran mènent au moins huit attaques depuis le sud du Liban vers le nord d'Israël[61].
- Des colons israéliens se rassemblent à l'entrée de la ville de Turmus Ayya, au nord de Ramallah, et mettent le feu à des pneus en caoutchouc[62].
- Israël est accusé de retenir le corps d'un jeune Palestinien de 14 ans tué par les forces israéliennes en Cisjordanie occupée[63]

### 5 février 2024
- Le ministère de la Santé de Gaza indique que 113 Palestiniens ont été tués dans des attaques israéliennes au cours des dernières 24 heures, ce qui porte le nombre de morts à 27 478[64].
- Les bataillons des Brigades des martyrs d'al Aqsa à Naplouse, Tulkarem et Tubas se heurtent aux forces israéliennes tandis que des combattants de milices palestiniennes non spécifiées tirent avec des armes légères sur les forces israéliennes à Hébron[65].
- Les milices soutenues par l'Iran mènent six attaques depuis le sud du Liban vers le nord d'Israël[65].
- Un convoi de camions attendant d'apporter de la nourriture dans la bande de Gaza est touché par des tirs israéliens, endommageant des marchandises[63].
- Un cargo britannique battant pavillon de la Barbade est attaqué par un drone en mer Rouge, à l'ouest de Hodeida, au Yémen[63].
- Les forces israéliennes arrêtrnt un mineur du village d'Aqqa et deux jeunes frères du village d'Asfi, tous deux dans le hameau de Masafer Yatta, au sud d'Hébron[63].

### 6 février 2024
- Le ministère de la Santé de Gaza indique que 107 Palestiniens ont été tués dans des attaques israéliennes au cours des dernières 24 heures, ce qui porte le nombre de morts à 27 585[66].
- Le porte-parole des FDI, Daniel Hagari, déclare que 31 autres captifs à Gaza sont morts[67].
- Le Canada annonce des sanctions contre des hauts responsables du Hamas et du PIJ à la suite des attentats du 7 octobre[67].
- Le Croissant-Rouge palestinien déclare que les forces israéliennes ont arrêté deux volontaires du groupe près de l'hôpital al-Amal[67].
- Dix personnes sont tuées et dix autres blessées lors d'une frappe aérienne israélienne sur une maison à l'est du camp de réfugiés de Jabalia[67].
- Israël annonce qu'un soldat du Corps du génie de combat a été tué dans le nord de la bande de Gaza, ce qui porte à 226 le nombre de morts parmi les FDI[68].
- Six personnes sont tuées dans le bombardement israélien d'un véhicule de police à Rafah[69].

### 7 février 2024
- Le ministère de la Santé de Gaza signale que 123 Palestiniens ont été tués dans des attaques israéliennes au cours des dernières 24 heures, ce qui porte le nombre de morts à 27 703[70].
- Les Houthis tirent six missiles balistiques antinavires en direction du sud de la mer Rouge et du golfe d'Aden. Personne n'est blessé et seuls des dégâts mineurs sont signalés[71].
- Les FDI prennent d'assaut Tulkarem et assiègent le camp de Nur Shams[71], tuant deux Palestiniens[72].
- Un convoi israélien de véhicules militaires et de bulldozers prend d'assaut Jénine[71].
- Des foules manifestent devant l'ambassade des États-Unis à Bagdad à la suite d'appels lancés sur les réseaux sociaux à prendre l'ambassade d'assaut[73].
- Israël rejette une proposition de cessez-le-feu en trois étapes du Hamast[73].
- Les milices soutenues par l'Iran mènent quatre attaques depuis le sud du Liban vers le nord d'Israël[73].

### 10 février 2024
- Le ministère de la Santé de Gaza indique que 117 Palestiniens ont été tués dans des attaques israéliennes au cours des dernières 24 heures, ce qui porte le nombre de morts à 28 064[74].

### 11 février 2024
- Les forces israéliennes tirent sur un jeune Palestinien et le blessent à Battir, à l'ouest de Bethléem[75].

### 12 février 2024
- Les FDI déclarent avoir sauvé deux otages détenus à Rafah[76] et mènent des « vagues d'attaques » dans la ville[77].
- Les autorités sanitaires locales déclarent que 67 personnes ont été tuées et des dizaines d'autres blessées.
- Les forces israéliennes frappent des maisons, des hôpitaux et trois mosquées[75].
- La Cour d'appel de La Haye décide que les Pays-Bas doivent interdire les exportations de pièces d'avions de chasse F-35 vers Israël, craignant qu'elles ne soient utilisées pour violer le droit humanitaire international[78].
- Le ministère de la Santé de Gaza indique que 164 Palestiniens ont été tués dans des attaques israéliennes au cours des dernières 24 heures, ce qui porte le nombre de morts à 28 340[79].
- Un navire est attaqué par deux missiles dans le détroit de Bab el-Mandeb[75].
- Israël annonce que deux soldats de l'unité Maglan (en) ont été tués lors de combats à Gaza, ce qui porte à 229 le nombre de morts parmi les FDI[80].

### 16 février 2024
- Israël annonce qu'un autre soldat de la brigade des parachutistes a été tué lors de combats dans le sud de Gaza la veille et que plusieurs autres ont été blessés, ce qui porte à 234 le nombre de morts parmi les forces de défense israéliennes[81].
- Au moins quatre personnes meurent à l'hôpital Nasser après que l'électricité a été coupée et que l'approvisionnement en oxygène a été interrompu[82].
- Le Liban dépose une plainte auprès du Conseil de sécurité de l'ONU concernant la série d'attaques israéliennes contre des cibles civiles « considérées comme les plus violentes et les plus sanglantes depuis octobre dernier »[82].
- Un homme armé tue deux personnes et en blesse quatre autres lors d'une fusillade de masse à un arrêt de bus près de Bnei Re'em (en) avant d'être tué par un passant[83].
- Le ministère de la Santé de Gaza indique que 112 Palestiniens ont été tués dans des attaques israéliennes au cours des dernières 24 heures, portant le nombre de morts à 28 775[84].
- Le New York Times rapporte qu'Israël est à l'origine de deux attaques contre d'importants gazoducs en Iran en début de semaine, citant des responsables des services de renseignement occidentaux et un stratège du Corps des gardiens de la révolution islamique[85].
- Des émeutes éclatent près de la frontière entre Gaza et l'Égypte après que des policiers du Hamas ont abattu un adolescent qui tentait de rassembler de l'aide humanitaire[86].

### 17 février 2024
- La Cour internationale de justice rejete la demande de l'Afrique du Sud d'exiger l'arrêt du siège israélien de Rafah[87].
- Le ministère de la Santé de Gaza rapporte qu'au moins 83 Palestiniens ont été tués dans des attaques israéliennes au cours des dernières 24 heures, portant le nombre de morts à 28 858[88].
- Israël attaque la maison d'une femme enceinte dans la zone de Tal az-Zaatar dans la bande de Gaza, entraînant la mort de l'enfant[88].
- Huit Palestiniens sont tués lors de frappes aériennes israéliennes sur des maisons des camps de réfugiés d'al-Zawaida et de Dier el-Balah, et des dizaines d'autres sont blessés[88].
- Les Houthis revendiquent un tir de missile « précis et direct » sur un pétrolier battant pavillon panaméen et transportant du brut à destination de l'Inde[88].
- Les FDI déclarent avoir attaqué une position de l'armée syrienne en réponse à des tirs d'obus provenant du territoire syrien vers le sud du plateau du Golan occupé[88].

### 18 février 2024
- Le ministère de la Santé de Gaza rapporte que 127 Palestiniens ont été tués dans des attaques israéliennes au cours des dernières 24 heures, portant le nombre de morts à 28 985[89].

### 19 février 2024
- Le ministère de la Santé de Gaza rapporte que 107 Palestiniens ont été tués dans des attaques israéliennes au cours des dernières 24 heures, portant le nombre de morts à 29 092[90].
- Le ministre palestinien des Affaires étrangères a accusé Israël de « colonialisme et d'apartheid » au début d'une semaine d'audiences de la Cour internationale de justice, convoquées par l'Assemblée générale de l'ONU pour évaluer la légalité de l'occupation israélienne des terres palestiniennes depuis 57 ans[91].
- Israël annonce qu'un soldat de la brigade des parachutistes a été tué lors de combats à Gaza la veille, ce qui porte à 235 le nombre de morts parmi les forces de défense israéliennes[92].
- Reuters rapporte que les États-Unis ont proposé un projet de résolution alternatif pour le Conseil de sécurité des Nations unies appelant à un cessez-le-feu temporaire et s'opposant à une offensive terrestre israélienne majeure à Rafah[93].
- L'Union européenne annonce le début de l'opération Aspide, une mission navale visant à protéger la navigation en mer Rouge et dans les eaux environnantes contre les attaques des Houthis[94].

### 21 février 2024
- Au moins deux personnes sont tuées lors d'une attaque aérienne israélienne présumée sur un immeuble résidentiel dans le quartier de Kafr Sousa à Damas[95].
- Le ministère de la Santé de Gaza signale que 118 Palestiniens ont été tués dans des attaques israéliennes au cours des dernières 24 heures, ce qui porte le nombre de morts à 29 313[96].
- Israël annonce qu'un soldat de la brigade du Nahal a été tué la veille des combats à Gaza, ce qui porte à 237 le nombre de morts parmi les FDI[97].

### 22 février 2024
- Le ministère de la Santé de Gaza signale qu'au moins 97 Palestiniens ont été tués dans des attaques israéliennes au cours des dernières 24 heures, ce qui porte le nombre de morts à 29 410[98].
- Les Houthis annoncent l'interdiction pour les navires liés à Israël, aux États-Unis et au Royaume-Uni de naviguer dans les mers entourant le Yémen[99].
- Au moins trois personnes sont tuées et d'autres blessées par des frappes aériennes israéliennes à Rafah[100].
- Les forces israéliennes tuent un enfant palestinien à Azzun, à l'est de Qalqilya[100].

### 24 février 2024
- Le ministère de la Santé de Gaza indique qu'au moins 92 Palestiniens ont été tués dans des attaques israéliennes au cours des dernières 24 heures, portant le nombre de morts à 29 606.
- Israël annonce qu'un major de la brigade Givati a été tué lors de combats dans le nord de la bande de Gaza, ce qui porte à 238 le nombre de morts parmi les forces de défense israéliennes.

### 25 février 2024
- Israël annonce qu'un soldat de la brigade Givati a été tué lors de combats dans le sud de la bande de Gaza, ce qui porte à 239 le nombre de morts parmi les forces de défense israéliennes[101].
- Une attaque israélienne visant une maison provoque un important incendie à Beit Lahia[102].
- Les forces israéliennes battent huit Palestiniens lors d'un raid à Hébron à l'occasion d'un interrogatoire[102].
- Le ministère de la Santé de Gaza indiqué qu'au moins 86 Palestiniens ont été tués dans des attaques israéliennes au cours des dernières 24 heures, portant le nombre de morts à 29 692[103].
- Un militaire de l'armée de l'air américaine, Aaron Bushnell, s'immole par le feu devant l'ambassade d'Israël à Washington DC pour protester contre la guerre d'Israël à Gaza. Il meurt plus tard des suites de ses blessures[104],[105],[106].

### 27 février 2024
- Le ministère de la Santé de Gaza indique qu'au moins 106 Palestiniens ont été tués dans des attaques israéliennes au cours des dernières 24 heures, portant le nombre de morts à 29 878[107].
- L'armée de l'air jordanienne largue de l'aide alimentaire sur la bande de Gaza[108].

### 28 février 2024
- Israël annonce que deux soldats de la brigade de Givati ont été tués et sept autres blessés lors de combats à Gaza la veille, ce qui porte à 242 le nombre de morts parmi les FDI[109].
- Le ministère de la Santé de Gaza indique qu'au moins 76 Palestiniens ont été tués dans des attaques israéliennes au cours des dernières 24 heures, ce qui porte le nombre de morts à 29 954[110].

### 29 février 2024
- Le ministère de la Santé de Gaza indique qu'au moins 81 Palestiniens ont été tués dans des attaques israéliennes au cours des dernières 24 heures, portant le nombre de morts à Gaza à 30 035[111].
- Les soldats israéliens ouvrent le feu sur une foule, tuant au moins 104 Palestiniens et blessant 760 personnes qui attendaient une aide alimentaire au sud de la ville de Gaza. Les FDI admettent les tirs, affirmant avoir « tiré sur des Gazaouis qui mettaient en danger les troupes dans une bousculade »[112].

## Mars 2024

### 1ermars 2024
- Le ministère de la Santé de Gaza signale que 193 Palestiniens ont été tués dans des attaques israéliennes au cours des dernières 24 heures, portant le nombre de morts à Gaza à 30 228[113].
- Les médias iraniens rapportent qu'un membre du CGRI a été tué lors d'une attaque israélienne présumée à Banias, en Syrie[114].

### 2 mars 2024
- Le ministère de la Santé de Gaza indique qu'au moins 92 Palestiniens ont été tués dans des attaques israéliennes au cours des dernières 24 heures, ce qui porte le nombre de morts à Gaza à 30 320[115].
- Quinze personnes ont été tuées lors d'une attaque israélienne contre deux maisons à Deir el-Balah, tandis que onze autres ont été tuées lors d'une attaque contre une tente abritant des Palestiniens déplacés près de l'hôpital Tal Al-Sultan à Rafah[116].
- Le MV Rubymar, frappé par un missile balistique antinavire (en) des Houthis le 18 février, coule au large des côtes du Yémen[117].
- Les États-Unis procèdent à un largage d'aide humanitaire à Gaza, comprenant 66 palettes contenant 38 000 repas[118].
- Muhammad Murad Al-Deek, un adolescent palestinien de 16 ans, est tué d'une balle dans la tête par des soldats israéliens lors d'un raid sur le village de Kafr Ni'ma, près de Ramallah[119].
- Israël annonce que trois soldats du 450e bataillon de la brigade Bislamach ont été tués dans l'explosion d'un bâtiment piégé à Khan Younès, ce qui porte à 245 le nombre de morts parmi les forces de défense israéliennes[120].
- Muhammad Khaled Taher Zaid, un adolescent palestinien de 13 ans, est tué par des tirs à balles réelles de l'armée israélienne près du mur séparant le camp de réfugiés palestiniens de Jalazoun de la colonie israélienne de Beit El[121].

### 4 mars 2024
- Amr Muhammad al-Najjar, un enfant palestinien de 10 ou 11 ans, est tué d'une balle dans la tête par des soldats israéliens lors d'un raid sur le village de Burin, près de Naplouse[122],[123].

### 8 mars 2024
- Cinq Palestiniens sont tués et une dizaine d'autres blessés par un largage d'aide humanitaire au nord du camp de réfugiés d'Al-Shati[124]. Les parachutes de certaines caisses d'aide ne se sont pas ouverts, entraînant leur chute rapide et l'écrasement de civils qui attendaient leur atterrissage[125]. Les États-Unis démentent être à l'origine de l'incident[126], ce dont des médias iraniens[127] et israéliens[128] les avaient accusés.

### 11 mars 2024
- Le ministère de la Santé de Gaza indique qu'au moins 67 Palestiniens ont été tués dans des attaques israéliennes au cours des dernières 24 heures, ce qui porte le nombre de morts à Gaza à 31 112[129].
- Trois Palestiniens qui avaient mis en place une cellule liée aux Brigades des martyrs d'Al-Aqsa à L'Aquila, en Italie, ont été arrêtés pour avoir planifié des attaques dans un pays non spécifié[130].
- Les forces israéliennes empêchent des centaines de fidèles musulmans d'entrer dans la mosquée Al-Aqsa pour les prières marquant le début du ramadan[131].

### 12 mars 2024
- Le ministère de la Santé de Gaza indique qu'au moins 72 Palestiniens ont été tués dans des attaques israéliennes au cours des dernières 24 heures, ce qui porte le nombre de morts à Gaza à 31 184[132], dont 12 300 enfants[133].

### 14 mars 2024
- Le ministère de la Santé de Gaza indique qu'au moins 69 Palestiniens ont été tués dans des attaques israéliennes au cours des dernières 24 heures, ce qui porte le nombre de morts à Gaza à 31 490[134].

### 15 mars 2024
- Le ministère de la Santé de Gaza indique qu'au moins 149 Palestiniens ont été tués dans des attaques israéliennes au cours des dernières 24 heures, ce qui porte le nombre de morts à Gaza à 31 490[135].
- Le navire d'aide privé Open Arms arrive au large de Gaza avec 200 tonnes de nourriture après avoir quitté Chypre[136].
- Le Hamas dévoile une nouvelle proposition visant à mettre fin à la guerre[137].
- 21 Palestiniens sont tués et plus de 150 blessés après que les forces israéliennes ont ouvert le feu sur des milliers de personnes qui attendaient de l'aide dans la ville de Gaza[138].

### 18 mars 2024
- Le ministère de la Santé de Gaza indique qu'au moins 81 Palestiniens ont été tués dans des attaques israéliennes au cours des dernières 24 heures, ce qui porte le nombre de morts à Gaza à 31 726[139].
- Les FDI mènent un raid nocturne dans l'hôpital al-Shifa, affirmant que des dirigeants du Hamas s'étaient regroupés dans l'établissement et l'utilisaient pour lancer des attaques. Selon les FDI, un soldat israélien a été tué, tandis que 20 Palestiniens armés ont été tués, y compris Faiq Mabhouh, un haut responsable du Hamas, et des dizaines de personnes ont été appréhendées au cours des affrontements dans la zone de l'hôpital[140],[141].
- Israël annonce qu'un soldat de la brigade Nahal a été tué lors de combats dans le nord de la bande de Gaza, ce qui porte à 250 le nombre de morts parmi les forces de défense israéliennes[142].

### 25 mars 2024
- Le ministère de la Santé de Gaza indique qu'au moins 107 Palestiniens ont été tués dans des attaques israéliennes au cours des dernières 24 heures, ce qui porte le nombre de morts à Gaza à 32 333[143].
- Une résolution parrainée par l'Algérie au Conseil de sécurité de l'ONU appelant à un cessez-le-feu à Gaza est adoptée avec le soutien de quatorze membres et l'abstention des États-Unis[144].

### 26 mars 2024
- Israël annonce la mort d'un nouvel otage dont le corps est retenu à Gaza. Le bilan des otages du 7 octobre 2023 tués est de 31 morts[145]
- Le ministère de la Santé de Gaza indique qu'au moins 107 Palestiniens ont été tués dans des attaques israéliennes au cours des dernières 24 heures, ce qui porte le nombre de morts à Gaza à 32 414[146].

### 27 mars 2024
- Le ministère de la Santé de Gaza indique qu'au moins 76 Palestiniens ont été tués dans des attaques israéliennes au cours des dernières 24 heures, ce qui porte le nombre de morts à Gaza à 32 490[147].
- Le Hezbollah affirme avoir lancé des dizaines de roquettes sur Kiryat Shmona en réponse au bombardement israélien sur al-Habbariyeh qui a tué sept personnes[148].
- Deux Palestiniens sont tués et neuf personnes sont blessées par une frappe de drone israélienne sur le camp de réfugiés de Jénine ; les forces israéliennes abattent également un jeune homme de 19 ans lors d'un raid à Jénine[149].

### 28 mars 2024
- La Cour de justice internationale ordonne à Israël d’assurer une aide humanitaire de toute urgence à Gaza[150].
- Le ministère de la Santé de Gaza indique qu'au moins 62 Palestiniens ont été tués dans des attaques israéliennes au cours des dernières 24 heures, ce qui porte le nombre de morts à Gaza à 32 552[151].
- Des coups de feu sont signalés à l'hôpital Nasser et des affrontements ont lieu autour de l'hôpital Al-Shifa, où Israël met à jour le bilan des victimes des tireurs palestiniens, qui s'élève désormais à environ 200[152].

### 30 mars 2024
- Le ministère de la Santé de Gaza indique qu'au moins 77 Palestiniens ont été tués dans des attaques israéliennes au cours des dernières 24 heures, ce qui porte le nombre de morts à Gaza à 32 782[153].

## Avril 2024

### 1eravril 2024
- Israël annonce qu'un soldat de la 7e brigade blindée a été tué lors de combats dans le sud de Gaza, ce qui porte à 256 le nombre de morts parmi les FDI[154].
- Les FDI se retirent de l'hôpital al-Shifa[155] : l'Organisation mondiale de la santé indique que 21 patients sont morts au cours de l'opération[156].
- Le ministère de la Santé de Gaza signale qu'au moins 63 Palestiniens ont été tués dans des attaques israéliennes au cours des dernières 24 heures, ce qui porte le nombre de morts à 32 845[157].
- Un drone en provenance d'Irak frappe un hangar de la base navale d'Eilat, causant de légers dommages[158].
- L'ambassade d'Iran à Damas, en Syrie, est frappée par un missile, tuant au moins sept personnes, dont le général de brigade Mohammad Reza Zahedi du Corps des gardiens de la révolution islamique. Les responsables syriens et iraniens accusent Israël d'être responsable de cette attaque[159].
- Les responsables israéliens acceptent de reconnaître les préoccupations des États-Unis concernant l'offensive prévue à Rafah[160].
- Une frappe israélienne sur un véhicule à Deir al-Balah tue quatre travailleurs humanitaires de la World Central Kitchen originaires d'Australie, de Grande-Bretagne, d'Irlande et de Pologne, ainsi que leur chauffeur palestinien[161].
- Un pilote d'hélicoptère israélien appuie accidentellement sur le mauvais bouton et tire en direction de soldats israéliens dans la bande de Gaza, les touchant presque[162].

### 2 avril 2024
- Le ministère de la Santé de Gaza indique qu'au moins 71 Palestiniens ont été tués dans des attaques israéliennes au cours des dernières 24 heures, ce qui porte le nombre de morts à Gaza à 32 916[163].

### 3 avril 2024
- Le ministère de la Santé de Gaza indique qu'au moins 59 Palestiniens ont été tués dans des attaques israéliennes au cours des dernières 24 heures, ce qui porte le nombre de morts à Gaza à 32 975[164].
- Un attentat à la voiture piégée, à l'ouest de Qalqilya, blesse quatre soldats israéliens[165].

### 4 avril 2024
- Le ministère de la Santé de Gaza indique qu'au moins 62 Palestiniens ont été tués dans des attaques israéliennes au cours des dernières 24 heures, ce qui porte le nombre de morts à Gaza à 33 037[166].
- Des soldats israéliens abattent un Palestinien de 28 ans lors d'un raid dans une maison à Ya'bad, en Cisjordanie[166].

### 6 avril 2024
- Le ministère de la Santé de Gaza indique qu'au moins 46 Palestiniens ont été tués dans des attaques israéliennes au cours des dernières 24 heures, ce qui porte le nombre de morts à Gaza à 33 137[167].
- Un raid aérien israélien sur une maison dans le sud du Liban tue trois membres du mouvement Amal[168].
- Une enquête israélienne révèle qu'un otage israélien a « très probablement » été tué lorsqu'un hélicoptère israélien a tiré sur la voiture de ses ravisseurs[168].

### 7 avril 2024
- Israël annonce que quatre soldats de l'unité commando Egoz ont été tués la veille par le Hamas dans une embuscade tendue dans un tunnel au sud de Gaza, ce qui porte le nombre de soldats morts à 260[169].
- Le ministère de la Santé de Gaza indique qu'au moins 38 Palestiniens ont été tués dans des attaques israéliennes au cours des dernières 24 heures, ce qui porte le nombre de morts à Gaza à 33 175[170].

### 10 avril 2024
- Le ministère de la Santé de Gaza indique qu'au moins 122 Palestiniens ont été tués dans des attaques israéliennes au cours des dernières 24 heures, ce qui porte le nombre de morts à Gaza à 33 482[171].
- Trois fils du chef du Hamas, Ismaël Haniyeh, sont tués par une frappe aérienne israélienne près du camp de réfugiés de Shati[172].
- Le ministre irlandais des Affaires étrangères, Micheal Martin, déclare sur les médias locaux que l'Irlande s'apprête à reconnaître un État palestinien dans « les deux prochaines semaines »[173].

### 11 avril 2024
- Le ministère de la Santé de Gaza indique qu'au moins 63 Palestiniens ont été tués dans des attaques israéliennes au cours des dernières 24 heures, ce qui porte le nombre de morts à Gaza à 33 545[174].
- Des frappes aériennes israéliennes à Jabalia tuent deux membres importants du Hamas[175].
- Un Palestinien est tué et deux autres sont blessés lors de raids israéliens en Cisjordanie[176].

### 12 avril 2024
- Le ministère de la Santé de Gaza indique qu'au moins 89 Palestiniens ont été tués dans des attaques israéliennes au cours des dernières 24 heures, ce qui porte le nombre de morts à Gaza à 33 634[177].
- Au moins 29 Palestiniens sont tués lors d'une frappe aérienne israélienne sur un bâtiment dans le quartier de Daraj à Gaza.
- Les forces israéliennes abattent deux Palestiniens lors d'un raid à Tubas et dans le camp de réfugiés voisin de Farah, en Cisjordanie, dont le fils d'un membre du Hamas qui est mort en détention[178].
- L'Australie, le Canada, la France, l'Inde, la Pologne et la Russie adressent des avertissements à leurs citoyens leur déconseillant de se rendre en Israël, dans les territoires palestiniens et dans certains pays du Moyen-Orient[179]. Les États-Unis annoncent également des restrictions sur les voyages de leurs diplomates en Israël[180].
- L'UE impose des sanctions aux branches armées du Hamas et du PIJ en raison des violences sexuelles et sexistes qu'elles ont commises le 7 octobre 2023[181].
- Des centaines de colons israéliens armés prennent d'assaut al-Mughayyir, à Ramallah, tuant un Palestinien et en blessant au moins 25, et incendiant des maisons. L'attaque s'est produite alors que les forces israéliennes étaient à la recherche d'un garçon de 14 ans disparu, qui avait été vu pour la dernière fois à environ deux kilomètres du village[182]

### 13 avril 2024
- Le ministère de la Santé de Gaza signale qu'au moins 52 Palestiniens ont été tués dans des attaques israéliennes au cours des dernières 24 heures, ce qui porte le nombre de morts à 33 686[183].
- La marine du corps des gardiens de la révolution islamique saisit le navire MSC Aries, battant pavillon portugais et lié à Israël, au large des côtes des Émirats arabes unis[184].
- Les FDI retrouvent le corps de l'adolescent dont la disparition a déclenché l'attaque à al-Mughayyir, qu'elles déclarent mort dans une attaque terroriste[185].
- Une attaque israélienne contre le quartier de Zarqa, dans la ville de Gaza, fait cinq morts et plus de 30 blessés[186].
- Israël annonce des restrictions interdisant les activités éducatives et les rassemblements jusqu'à 1 000 personnes en raison des menaces d'une attaque iranienne[187].
- Tsahal indique que l'Iran a lancé des dizaines de drones transportant des explosifs en direction d'Israël[188],[189].

### 14 avril 2024
- Le ministère de la Santé de Gaza signale qu'au moins 43 Palestiniens ont été tués dans des attaques israéliennes au cours des dernières 24 heures, ce qui porte le nombre de morts à 33 729[190].

### 15 avril 2024
- Le ministère de la Santé de Gaza signale qu'au moins 68 Palestiniens ont été tués dans des attaques israéliennes au cours des dernières 24 heures, ce qui porte le nombre de morts à 33 797[191].
- Un Palestinien est abattu par les forces israéliennes en civil à Naplouse[191].
- Les forces israéliennes tirent mortellement une balle dans le visage d'une jeune fille lors d'une tentative de retour dans le nord de Gaza de certains civils palestiniens déplacés[191].

### 16 avril 2024
- Le ministère de la Santé de Gaza signale qu'au moins 46 Palestiniens ont été tués dans des attaques israéliennes au cours des dernières 24 heures, ce qui porte le nombre de morts à 33 843[192].
- Une attaque israélienne dans la ville de Gaza tue sept membres des forces de l'ordre palestiniennes et deux passants[193].
- Des attaques israéliennes contre des maisons à Rafah, Maghazi et dans la ville de Gaza font plus de 20 morts[193].
- Un bulldozer des FDI est pris dans une forte explosion à Tubas[193].

### 20 avril 2024
- Le ministère de la Santé de Gaza signale qu'au moins 37 Palestiniens ont été tués dans des attaques israéliennes au cours des dernières 24 heures, ce qui porte le nombre de morts à 34 049[194].

### 21 avril 2024
- Le ministère de la Santé de Gaza signale qu'au moins 48 Palestiniens ont été tués dans des attaques israéliennes au cours des dernières 24 heures, ce qui porte le nombre de morts à 34 097[195].
- Les services d'urgence de Gaza découvrent un charnier dans le complexe médical Nasser à Khan Younès et récupèrent plus de 180 corps[195].
- Une femme enceinte et six enfants font partie des huit personnes tuées par les vagues de frappes israéliennes sur Rafah, les médecins parviennent à sauver l'enfant à naître[195].

### 22 avril 2024
- Le ministère de la Santé de Gaza signale qu'au moins 54 Palestiniens ont été tués dans des attaques israéliennes au cours des dernières 24 heures, ce qui porte le nombre de morts à 34 151[196].
- Le chef des services de renseignement de Tsahal, le général de division Aharon Haliva (en), annonce qu'il prend sa retraite et assume la responsabilité des échecs d'Israël dans la préparation des attentats du 7 octobre[197].

### 23 avril 2024
- Le ministère de la Santé de Gaza signale qu'au moins 32 Palestiniens ont été tués dans des attaques israéliennes au cours des dernières 24 heures, ce qui porte le nombre de morts à 34 183[198].
- Israël annonce qu'un soldat de la division de Gaza a été tué lors des combats de la veille dans le nord de la bande de Gaza, ce qui porte à 261 le nombre de morts parmi les FDI[199].
- Le Hezbollah affirme avoir lancé des attaques de drones sur des bases israéliennes au nord d'Acre en représailles à l'assassinat d'un de ses combattants dans le sud du Liban[200].
- Deux personnes ont été tuées et quatre autres blessées après qu'une frappe aérienne israélienne a détruit une maison résidentielle dans le village de Hanine, dans le sud du Liban[198].
- La Jamaïque reconnaît officiellement l'État de la Palestine[201].

### 24 avril 2024
- Le ministère de la Santé de Gaza signale qu'au moins 79 Palestiniens ont été tués dans des attaques israéliennes au cours des dernières 24 heures, ce qui porte le nombre de morts à 34 262[202].
- Des frappes aériennes israéliennes sur la maison de la famille Hamid près du camp de réfugiés de Shati tuent une mère et son fils de 12 ans[202].
- Les forces israéliennes bombardent une maison dans le quartier Nassr de la ville de Gaza, tuant au moins trois personnes et en blessant d'autres[202].
- Des frappes israéliennes sur les zones de Ma'an et al-Mawasi à Khan Yunès tuent deux personnes[202].

### 25 avril 2024
- Le ministère de la Santé de Gaza signale qu'au moins 43 Palestiniens ont été tués dans des attaques israéliennes au cours des dernières 24 heures, ce qui porte le nombre de morts à 34 305[203].
- Les autorités de Gaza affirment que certains des 392 corps retrouvés dans les fosses communes des hôpitaux Al-Shifa et Nasser présentent des signes de « torture et d'exécution »[204].
- L'IDF annonce le retrait de la brigade du Nahal de la bande de Gaza[205]

### 26 avril 2024
- Les Brigades des martyrs d'Al Aqsa font exploser des engins explosifs improvisés et se heurtent aux forces israéliennes lors de leur opération dans le camp de réfugiés de Balata à Naplouse[206].
- Le Mouvement des moudjahidines palestiniens lance des roquettes depuis Gaza en direction de Sderot[206].

### 27 avril 2024
- Le ministère de la Santé de Gaza indique qu'au moins 32 Palestiniens ont été tués dans des attaques israéliennes au cours des dernières 24 heures, ce qui porte le nombre de morts palestiniens à 34 388[207]..
- Les soldats israéliens ouvrent le feu sur des personnes au poste de contrôle de Salem, à l'ouest de Jénine, tuant deux Palestiniens et en blessant deux autres[208].
- Le seul prêtre catholique de la bande de Gaza, Gabriel Romanelli, indique qu'au moins 33 chrétiens ont été tués depuis le début de la guerre, soit 3 % de la population chrétienne totale de la bande.
- Un bombardement israélien sur le quartier Sultan du camp de Nuseirat tue quatre personnes dont une petite fille. Quatre autres personnes sont tuées et au moins 30 sont blessées par une frappe sur une autre maison du même camp.
- Des frappes israéliennes sur le quartier de Saudi, à l'ouest de Rafah, tuent cinq personnes dont deux enfants.
- Un missile houthi touche et endommage le pétrolier britannique MV Andromeda Star et abat un drone américain MQ-9 Reaper.

### 28 avril 2024
- Le ministère de la Santé de Gaza indique qu'au moins 32 Palestiniens ont été tués dans des attaques israéliennes au cours des dernières 24 heures, ce qui porte le nombre de morts palestiniens à 34 388[209].
- Plus de 270 colons illégaux sont entrés dans l'enceinte de l'esplanade des Mosquées sous la protection de Tsahal[210].

### 29 avril 2024
- Le ministère de la Santé de Gaza indique qu'au moins 34 Palestiniens ont été tués dans des attaques israéliennes au cours des dernières 24 heures, ce qui porte le nombre de morts palestiniens à 34 488[211].
- Au moins 20 Palestiniens sont tués dans des frappes à Rafah et quatre Palestiniens sont tués dans des frappes dans la ville de Gaza[212].
- Israël annonce qu'un soldat de la brigade Yiftah et un soldat de la brigade Carmeli ont été tués la veille lors de combats dans le centre de Gaza, ce qui porte à 263 le nombre de morts parmi les FDI[213].

### 30 avril 2024
- Le ministère de la Santé de Gaza indique qu'au moins 47 Palestiniens ont été tués dans des attaques israéliennes au cours des dernières 24 heures, ce qui porte le nombre de morts palestiniens à 34 535[214].
- La défense civile palestinienne déclare que plus de 10 000 corps disparus sont enterrés sous les décombres dans la bande de Gaza, ce qui provoque des épidémies dans toute la bande[214].
- Hasan Saklanan, un ressortissant turc de 34 ans, est abattu dans la rue Sultan Suleiman (he) (Jérusalem-Est) par la police aux frontières israélienne après qu'il a tenté de tuer l'un de ses membres[215].
- Une attaque israélienne sur al-Zahra dans le centre de Gaza tue au moins deux personnes[214].
- Les forces israéliennes attaquent et tuent un Palestinien à Ad-Dhahiriya, au sud-ouest d'Hébron[214].

## Mai 2024

### 1ermai 2024
- L'un des commandants de la brigade de Tulkarem, Ahmed Hisham Abu al-Foul, décède à l'hôpital chirurgical Rafidia (en) de Naplouse, après une confrontation avec les forces de sécurité de l'Autorité palestinienne dans le camp de Nour Shams[216],[217].
- Le ministère de la Santé de Gaza indique qu'au moins 33 Palestiniens ont été tués dans des attaques israéliennes au cours des dernières 24 heures, ce qui porte le nombre de morts palestiniens à 34 568[218].
- Une frappe aérienne israélienne de nuit sur une maison à Rafah tue deux enfants[218].
- Deux convois d'aide jordaniens sont attaqués par des colons israéliens alors qu'ils se dirigent vers Gaza[218].
- Des colons israéliens bloquent également des camions d'aide humanitaire qui se dirigent vers Gaza depuis le port d'Ashdod[218].
- Les forces israéliennes font une incursion dans le village de Berin, à l'est d'Hébron, où elles démolissent la maison d'une famille palestinienne et un puits[218].
- Une personne est tuée après que les forces israéliennes ont ouvert le feu dans la rue al-Rashid près du point de contrôle de Wadi Gaza[218].

### 2 mai 2024
- Le ministère de la Santé de Gaza indique qu'au moins 28 Palestiniens ont été tués dans des attaques israéliennes au cours des dernières 24 heures, ce qui porte le nombre de morts palestiniens à 34 596[219].
- Un Israélien de 58 ans est arrêté pour avoir tenté d'attaquer le convoi de Netanyahou à Tel Aviv[219].
- Une frappe aérienne israélienne sur un groupe de personnes dans le camp de Bureij tue cinq personnes, dont un enfant[219].
- L'Iran annonce des sanctions à l'encontre de plusieurs personnes et entités américaines et britanniques pour leur soutien à Israël dans sa guerre contre Gaza[219].
- Israël bombarde des terres agricoles au nord du camp de réfugiés de Nuseirat, blessant au moins dix personnes[219].
- L'IAF bombarde un immeuble résidentiel dans le quartier de Zeitoun près de la ville de Gaza, tuant au moins deux civils[219].
- Les forces israéliennes frappent la ville d'az-Zahra, au nord du camp de Nuseirat, tuant au moins six personnes. Elles ont également visé les quartiers de Qaa al-Qurain, Bani Suheila, Abasan et Khuza'a à Khan Younès, tuant un civil et en blessant d'autres[219].

### 3 mai 2024
- Le ministère de la Santé de Gaza indique qu'au moins 26 Palestiniens ont été tués dans des attaques israéliennes au cours des dernières 24 heures, ce qui porte le nombre de morts palestiniens à 34 622[220].
- La dépouille d'un homme, disparu lors du massacre du festival de musique de Réïm et considéré comme un otage du Hamas, est retrouvée en Israël[221].

### 4 mai 2024
- Le ministère de la Santé de Gaza indique qu'au moins 32 Palestiniens ont été tués dans des attaques israéliennes au cours des dernières 24 heures, ce qui porte le nombre de morts palestiniens à 34 654[222].
- Cinq Palestiniens ont été tués par les forces israéliennes lors d'un raid sur une maison à Deir al-Ghusun, près de Tulkarem, ce qui porte à six le nombre de Palestiniens tués depuis le 3 mai[222].

### 5 mai 2024
- Le gouvernement israélien vote à l’unanimité la fermeture de la chaîne de télévision qatarie Al Jazeera en Israël[223].
- Une attaque à la roquette du Hamas depuis Rafah sur Kerem Shalom tue trois soldats israéliens et en blesse onze autres, portant le nombre de morts à 266[224]. En réponse, Israël ferme le poste-frontière de Kerem Shalom[225].

### 6 mai 2024
- Le ministère de la Santé de Gaza indique qu'au moins 52 Palestiniens ont été tués dans des attaques israéliennes au cours des dernières 24 heures, ce qui porte le nombre de morts palestiniens à 34 735[226].
- Les bombardements israéliens de la nuit tuent 22 personnes à Rafah, dont huit enfants[226].
- Les Brigades des moudjahidines palestiniens affirment que leurs combattants ainsi que les Brigades d'Abou Ali Moustapha ont détruit un site des FDI dans le corridor de Netzarim avec un barrage de roquettes à courte portée[226].
- Le Hamas accepte une proposition de cessez-le-feu[227].
- Le footballeur palestinien Mahmoud Osama Al-Jazzar est tué dans le centre-ville de Rafah par un bombardement israélien contre la maison de la famille Abdel-Aal, au sein de laquelle il avait trouvé refuge[228].

### 7 mai 2024
- Israël lance une offensive sur Rafah[229].
- Israël prend le contrôle du poste frontière de Rafah. L'ONU est interdite d'accès par Israël au point de passage de Rafah[230].
- Le ministère de la Santé de Gaza indique qu'au moins 54 Palestiniens ont été tués dans des attaques israéliennes au cours des dernières 24 heures, ce qui porte le nombre de morts palestiniens à 34 789[231].
- Le Hamas annoncé la mort d'un otage israélien des suites des blessures subies lors d'un raid aérien israélien il y a un mois[232].

### 8 mai 2024
- Le ministère de la Santé de Gaza indique qu'au moins 55 Palestiniens ont été tués dans des attaques israéliennes au cours des dernières 24 heures, ce qui porte le nombre de morts palestiniens à 34 844[233].
- Israël rejette un accord de cessez-le-feu avec le Hamas et déclare la poursuite de son offensive à Rafah[234].
- Les États-Unis interrompent leurs livraisons d'armes à Israël pour limiter ses opérations à Rafah[235].
- Une personne est tuée et de nombreuses autres sont blessées par des tirs d'obus israéliens à Khuza'a, à l'est de Khan Younés[233].
- Les forces israéliennes bombardent un complexe d'appartements à Zeitoun, à l'est de la ville de Gaza, tuant sept personnes[233].
- Le port flottant de Gaza est achevé.

### 9 mai 2024
- Le ministère de la Santé de Gaza indique qu'au moins 60 Palestiniens ont été tués dans des attaques israéliennes au cours des dernières 24 heures, ce qui porte le nombre de morts palestiniens à 34 904[236].
- Un septième charnier est découvert près de l'hôpital Al-Shifa[237].

### 11 mai 2024
- Le Hezbollah affirme avoir touché des « installations d'espionnage » israéliennes sur le site de Jal al-Alam, le long de la frontière[238].
- Les FDI demandent aux habitants de Jabalia et de Beit Lahia d'évacuer vers l'ouest de la ville de Gaza et émettent de nouveaux ordres d'évacuation à Rafah[239].
- Le Hamas déclare qu'un otage israélo-britannique a succombé aux blessures infligées par une frappe aérienne israélienne[240].

### 13 mai 2024
- Le ministère de la Santé de Gaza indique qu'au moins 57 Palestiniens ont été tués dans des attaques israéliennes au cours des dernières 24 heures, ce qui porte le nombre de morts palestiniens à 35 091[241].
- Un membre du personnel des Nations Unies est tué et un autre est blessé lors d'une attaque contre leur véhicule alors qu'ils se rendent à Khan Younès depuis Rafah[242].
- Des colons israéliens attaquent un convoi d'aide humanitaire à Gaza au poste de contrôle de Tarqumia, incendiant les véhicules et jetant des paquets de nourriture sur la route[243].
- Les FDI annoncent que cinq soldats, dont deux de l'unité d'élite Yahalom, ont été grièvement blessés lors d'incidents distincts survenus dans la bande de Gaza[244].
- Le président turc Recep Tayyip Erdoğan annonce que plus de 1 000 membres du Hamas sont soignés dans des hôpitaux turcs. Il désigne le Hamas comme une « organisation de résistance »[245].
- L'Autorité palestinienne aurait rejeté une offre israélienne de prendre le contrôle du poste-frontière de Rafah[246].

### 14 mai 2024
- Le ministère de la Santé de Gaza indique qu'au moins 82 Palestiniens ont été tués dans des attaques israéliennes au cours des dernières 24 heures, ce qui porte le nombre de morts palestiniens à 35 173[247].
- Des avions israéliens bombardent une maison dans le camp de réfugiés de Nuseirat, au centre de Gaza, tuant 14 Palestiniens, dont des enfants[247].
- Des colons israéliens prennent d'assaut la mosquée d'Al-Asqa, hissant le drapeau israélien[248].
- Un soldat israélien de la 7e brigade blindée est tué à Rafah, ce qui porte à 273 le nombre de morts parmi les FDI dans la bande de Gaza[249].
- Les frappes aériennes israéliennes sur un bâtiment et une école de l'UNRWA à Nuseirat tuent 40 personnes[250]. Les FDI déclarent que la frappe sur l'école de l'UNRWA visait une salle de commandement du Hamas basée dans le bâtiment et a tué 15 militants[251].

### 15 mai 2024
- Le ministère de la Santé de Gaza indique qu'au moins 60 Palestiniens ont été tués dans des attaques israéliennes au cours des dernières 24 heures, ce qui porte le nombre de morts palestiniens à 35 233[252].
- Un Palestinien de 20 ans est abattu par les forces israéliennes à Al-Bireh, en Cisjordanie[252].
- Une frappe aérienne israélienne touche la maison de la famille Brash dans le camp de réfugiés de Bureij, tuant cinq personnes[252].

### 16 mai 2024
- Le ministère de la Santé de Gaza indique qu'au moins 39 Palestiniens ont été tués dans des attaques israéliennes au cours des dernières 24 heures, ce qui porte le nombre de morts palestiniens à 35 272[253].
- Les forces israéliennes abattent un Palestinien dans la rue Salah al-Din à Jérusalem-Est qui aurait prétendument tenté de poignarder des soldats israéliens[253].

### 22 mai 2024
- Trois soldats israéliens, un de l'unité d'élite Yahalom et deux du bataillon Netsah Yehouda, ont été tués dans le nord de la bande de Gaza, portant à 286 le nombre de morts parmi les FDI dans la bande de Gaza[254].
- Les FDI affirment avoir mené une frappe à Khan Younès qui a tué trois militants, dont un membre important du Hamas, tandis qu'une autre frappe a tué cinq militants opérant à partir d'une école[255].
- Les forces israéliennes attaquent le quartier de Zawaida dans le centre de Gaza, tuant au moins dix personnes, dont des femmes et des enfants[254].
- Une attaque israélienne frappe une maison appartenant à la famille Abu Zaida dans la zone de Bir an-Naaja au nord de Gaza, tuant au moins six personnes[254].
- L'Irlande, la Norvège et l'Espagne annoncent qu'elles reconnaissent l'État de Palestine[256].

### 23 mai 2024
- Le ministère de la Santé de Gaza indique qu'au moins 91 Palestiniens ont été tués dans des attaques israéliennes au cours des dernières 24 heures, ce qui porte le nombre de morts palestiniens à 35 800[257].
- Trois soldats américains sont blessés, dont un grièvement, lors d'un incident sans combat sur le quai flottant de Gaza[258].
- Les FDI déclarent avoir mené un raid contre des militants à Beit Hanoun et annoncent l'assassinat du commandant du bataillon Beit Hanoun du Hamas à Jabalia[259].
- Des frappes aériennes israéliennes tuent douze personnes à Deir Al-Balah et dix autres dans la ville de Gaza[259].

### 24 mai 2024
- Le ministère de la Santé de Gaza indique qu'au moins 57 Palestiniens ont été tués dans des attaques israéliennes au cours des dernières 24 heures, ce qui porte le nombre de morts palestiniens à 35 857[260].
- Une attaque israélienne sur Az-Zawayda, dans le centre de Gaza, tue deux personnes[260].
- L'IAF attaque une maison dans le quartier d'al-Fakhoura, près du camp de réfugiés de Jabalia, tuant au moins cinq personnes. Une autre maison a été frappée dans le quartier de Sheikh Radwan, au nord de la ville de Gaza, tuant deux personnes[260].
- Au moins dix personnes sont tuées dans le quartier de Shabiyah de la ville de Gaza après que les forces israéliennes ont pris pour cible un complexe d'appartements[260].
- Douze personnes sont tuées après que les FDI ont bombardé un entrepôt de stockage d'aide à Deir al-Balah[260].
- Les corps de trois otages sont retrouvés par les forces israéliennes dans le nord de Jabalia[260].
- La Cour internationale de justice ordonne à Israël d'arrêter son offensive militaire à Rafah à la suite d'une requête de l'Afrique du Sud[261].

### 25 mai 2024
- Le ministère de la Santé de Gaza indique qu'au moins 46 Palestiniens ont été tués dans des attaques israéliennes au cours des dernières 24 heures, ce qui porte le nombre de morts palestiniens à 35 903[262].
- Quatre personnes sont tuées après qu'une frappe aérienne israélienne a touché un immeuble d'habitation dans le camp de réfugiés de Nuseirat[263].
- Le premier ministre palestinien Mohammad Mustafa partage la photo d'un soldat israélien lisant un livre dans la bibliothèque de l'université al-Aqsa à Gaza tandis qu'une étagère brûle derrière lui. Mohammad Mustafa déclare qu'« Israël a pris pour cible toutes les universités de la bande de Gaza, certaines ayant été complètement détruites »[264].

### 26 mai 2024
- Les Brigades Al-Qassam affirment avoir blessé et capturé un nombre indéterminé de soldats israéliens dans une embuscade en les attirant dans un tunnel à Jabalia. Les FDI démentent cette affirmation[265].
- Le ministère de la Santé de Gaza indique qu'au moins 81 Palestiniens ont été tués dans des attaques israéliennes au cours des dernières 24 heures, ce qui porte le nombre de morts palestiniens à 35 984[266].
- 35 personnes ont été tuées lors d'une frappe aérienne sur un camp de réfugiés dans le quartier de Tel Al-Sultan[266].
- Le Hamas tire huit roquettes en direction de la région de Tel Aviv. Plusieurs missiles sont interceptés, les autres endommagent des bâtiments et des espaces publics. Aucun blessé n'est signalé[267].

### 27 mai 2024
- Le ministère de la Santé de Gaza indique qu'au moins 66 Palestiniens ont été tués dans des attaques israéliennes au cours des dernières 24 heures, ce qui porte le nombre de morts palestiniens à 36 050[268].
- Israël interdit au consulat d'Espagne à Jérusalem de fournir des services aux résidents de l'Autorité palestinienne[268].
- L'IAF bombarde une maison dans la zone de Zarqa, au nord de la ville de Gaza, tuant cinq personnes dont une mère enceinte et son enfant. Une autre personne est tuée dans une attaque distincte dans le camp de réfugiés de Bureij[268].
- Un jeune Palestinien de 14 ans est abattu par les forces israéliennes à Sa'ir, au nord-est d'Hébron[268].
- Des soldats israéliens et égyptiens s'affrontent près de Rafah, causant la mort d'un Égyptien[269].
- Trois policiers palestiniens sont tués par un raid aérien israélien dans le camp de réfugiés de Nuseirat[268].
- Une personne est tuée et dix autres blessées par une frappe de drone israélien sur une moto à l'extérieur d'un hôpital à Bint Jbeil dans le sud du Liban[268].

### 28 mai 2024
- Le ministère de la Santé de Gaza indique qu'au moins 46 Palestiniens ont été tués dans des attaques israéliennes au cours des dernières 24 heures, ce qui porte le nombre de morts palestiniens à 36 096[270].
- Le bombardement par un char israélien du camp de tentes d'Al-Mawasi, fait 21 morts[271].
- Des frappes aériennes israéliennes dans l'ouest de Rafah tuent sept personnes[270].
- Trois soldats israéliens de la brigade Nahal ont été tués et trois autres blessés par une explosion dans un bâtiment piégé à Rafah, ce qui porte à 291 le nombre de morts parmi les FDI dans la bande de Gaza[272].

### 29 mai 2024
- Le ministère de la Santé de Gaza indique qu'au moins 75 Palestiniens ont été tués dans des attaques israéliennes au cours des dernières 24 heures, ce qui porte le nombre de morts palestiniens à 36 171[273].
- Une personne est tuée après que les forces israéliennes ont attaqué la partie ouest de Deir el-Balah[273].
- Des membres du Hamas ouvrent le feu sur la colonie israélienne de Bat Hefer depuis le gouvernorat de Tulkarem, en Cisjordanie[274].
- Un soldat israélien de la brigade des parachutistes est tué en combattant le Hamas dans le nord de la bande de Gaza, ce qui porte à 292 le nombre de morts parmi les FDI dans la bande de Gaza[275].
- Tsahal annonce avoir pris le contrôle opérationnel du corridor de Philadelphie[276].

### 30 mai 2024
- Le ministère de la Santé de Gaza indique qu'au moins 53 Palestiniens ont été tués dans des attaques israéliennes au cours des dernières 24 heures, ce qui porte le nombre de morts palestiniens à 36 224[277].
- Deux soldats israéliens de la brigade Kfir succombent à leurs blessures après avoir été écrasés la veille au soir lors d'une attaque à la voiture piégée à l'extérieur de Naplouse[275].
- Neuf personnes sont tuées après que les forces israéliennes ont bombardé une maison familiale à Beit Hanoun[277].
- Sept personnes ont été tuées après qu'une attaque de drone israélien a frappé une zone peuplée où les personnes déplacées trouvent refuge dans le nord de la bande de Gaza. Une personne est tuée après une attaque de drone israélien dans le camp de réfugiés d'Al-Shati[277].
- Des tireurs d'élite israéliens tuent trois civils palestiniens dans le quartier de Tal al-Hawa à Gaza[277].
- Le gouvernement slovène annonce son intention de reconnaître l'État de Palestine[278]
- La défense aérienne israélienne abat par erreur un drone de Tsahal dans la colonie de Shlomi[279].

## Juin 2024

### 2 juin 2024
- Le ministère de la Santé de Gaza indique qu'au moins 60 Palestiniens ont été tués dans des attaques israéliennes au cours des dernières 24 heures, ce qui porte le nombre de morts palestiniens à 36 439[280].

### 6 juin 2024
- Le ministère de la santé de Gaza indique qu'au moins 68 Palestiniens ont été tués dans des attaques israéliennes au cours des dernières 24 heures, ce qui porte le nombre de morts palestiniens à 36 654[281].
- Les FDI frappent une école de l'ONU à Nuseirat, tuant 27 personnes. Tsahal affirme avoir frappé un complexe du Hamas dans l'école, et que des militants ayant participé aux attaques du 7 octobre figurent parmi les victimes[282].
- Trois Palestiniens sont abattus par les forces israéliennes lors d'un raid à Jénine[283],[284].
- Un soldat du bataillon 5030 de la brigade Alon est tué et 10 autres sont blessés lors d'une attaque de drone du Hezbollah à Hurfeish, ce qui porte à 21 le nombre de morts dans le conflit entre Tsahal et le Hezbollah[285],[286].
- Un soldat de la division de Gaza et trois membres du Hamas sont tués lorsque les militants tentent de s'infiltrer en Israël à partir de Rafah, ce qui porte à 295 le nombre de morts dans la bande de Gaza[287].
- Les États-Unis sanctionnent La Fosse aux lions, accusant le groupe basé en Cisjordanie de « menacer la paix et la stabilité »[288],[289].
- Les États-Unis, l'Argentine, l'Autriche, le Brésil, la Bulgarie, le Canada, la Colombie, le Danemark, la France, l'Allemagne, la Pologne, le Portugal, la Roumanie, la Serbie, l'Espagne, la Thaïlande et le Royaume-Uni signent une déclaration appelant à un accord de cessez-le-feu et à la libération de leurs citoyens capturés par le Hamas[290].

### 8 juin 2024
- Un raid de l'armée israélienne dans le centre de la bande de Gaza permet la libération de 4 otages israéliens détenus par le Hamas, mais provoque la mort de plusieurs dizaines de civils palestiniens[291].

### 11 juin 2024
- Le ministère de la Santé de Gaza indique qu'au moins 40 Palestiniens ont été tués dans des attaques israéliennes au cours des dernières 24 heures, ce qui porte le nombre de morts palestiniens à 37 164 et le nombre de blessés à 84 832[280].

### 18 juin 2024
- Naufrage du cargo MV Tutor en mer Rouge, attaqué le 12 juin par les Houthis[292].

## Août 2024

### 24 août 2024
- Trois soldats réservistes israéliens sont tuées, dans le centre de la bande de Gaza, deux dans l'explosion d'un bombe, et le troisième dans des combats[293].

## Septembre 2024

### 27 septembre 2024
- Au moins 25 personnes sont tuées dans des frappes israéliennes au Liban[294].
- Une frappe israélienne sur une maison du camp de réfugiés de Jabaliya tue deux enfants palestiniens en situation de handicap et leurs parents[295].

## Octobre 2024

### 20 octobre 2024
- Le colonel Ehsan Daxa est tué par une explosion lors du siège du nord de Gaza à l'âge de 41 ans[296], il est considéré comme l'officier le plus haut gradé mort au combat depuis le début de la guerre[297],[298],[299].